# Polylepion cruentum
Polylepion cruentum är en fiskart som beskrevs av Gomon, 1977. Polylepion cruentum ingår i släktet Polylepion och familjen läppfiskar. IUCN kategoriserar arten globalt som otillräckligt studerad. Inga underarter finns listade i Catalogue of Life.